# Caladenia lowanensis
Caladenia lowanensis är en orkidéart som beskrevs av Geoffrey William Carr. Caladenia lowanensis ingår i släktet Caladenia och familjen orkidéer.
Artens utbredningsområde är Victoria. Inga underarter finns listade i Catalogue of Life.